# Americká občanská válka
Americká občanská válka (1861–1865) byl ozbrojený konflikt, jenž probíhal na severoamerickém kontinentu mezi státy Unie a státy Konfederace, což byla koalice jedenácti amerických států, které se chtěly odtrhnout od Unie. Jelikož státy Konfederace byly soustředěny v jihovýchodní části Unie, nazývá se tato válka také válkou Severu proti Jihu, přestože se toto označení v angličtině běžně nepoužívá. Hlavní příčinou občanské války bylo otroctví, které působilo politické a ekonomické napětí mezi Severem a Jihem. Jih se obával, že zrušení otroctví ohrozí jejich ekonomický a sociální systém, zatímco Sever se snažil zabránit rozšíření otroctví na své území.
Po válce vznikl na Jihu narativ známý jako Lost Cause (ztracená věc), jehož cílem bylo zpochybnit význam otroctví coby příčiny války a místo toho zdůraznit roli svrchovanosti států proti federální vládě. Většina současných historiků považuje Lost Cause za revizionistickou a fakticky chybnou interpretaci.
Válka přinesla kolem 600 000 mrtvých, což převyšuje ztráty amerických vojsk ve všech ostatních konfliktech dohromady. Občanská válka zaznamenala první masivní využití telegrafie, železnice a kulometů v boji a skončila porážkou populačně i průmyslově slabšího Jihu. Jejím důsledkem bylo posílení centrální vlády, zrušení otroctví a zbídačení Jihu, ale i rozšíření občanských svobod, další územní expanze USA a mohutný hospodářský rozmach (včetně Jihu).

## Předcházející vývoj
Poté, co byla v roce 1776 vyhlášena nezávislost USA a vyřešeny vnitřní problémy, se Amerika začala obchodně a územně rozvíjet. Za francouzské revoluce i za napoleonských válek v Evropě zůstávala Amerika neutrální. V letech 1812–1814 proběhla válka s Velkou Británií, která skončila prakticky nerozhodně a Spojeným státům mnoho nepřinesla. Roku 1803 ale Spojené státy americké od Napoleona odkoupily Louisianu a zdvojnásobily tak své území. Nadále pokračovaly konflikty s Indiány, jež často končily jejich masakrem. Roku 1819 získaly USA od Španělů poloostrov Floridu. Roku 1823 vyhlásil prezident James Monroe tzv. monroeovu doktrínu. Ta deklarovala jako cíl zahraniční politiky USA vzájemné nevměšování evropských a amerických zemí do záležitostí druhého kontinentu. Reagovala tím na zásahy některých evropských států v Jižní Americe. Dočasně byla tato doktrína opuštěna během první světové války a definitivně pak při druhé. V roce 1845 USA anektovaly Texas. V letech 1846–1848 vedly válku s Mexikem a získaly Kalifornii, Arizonu, Nové Mexiko a Oregon. Stále více se vyhrocovaly spory mezi jižní a severní částí USA. Zatímco na jihu převažovalo pěstování plodin, které měly být vyváženy, sever USA byl průmyslovější a převažoval v něm dovoz. Nejzásadnějším sporem vedoucím až k občanské válce byla výše cel, kterou chtěl mít Jih co nejmenší a Sever naopak co nejvyšší.

## Příčiny občanské války

### Otroctví a clo

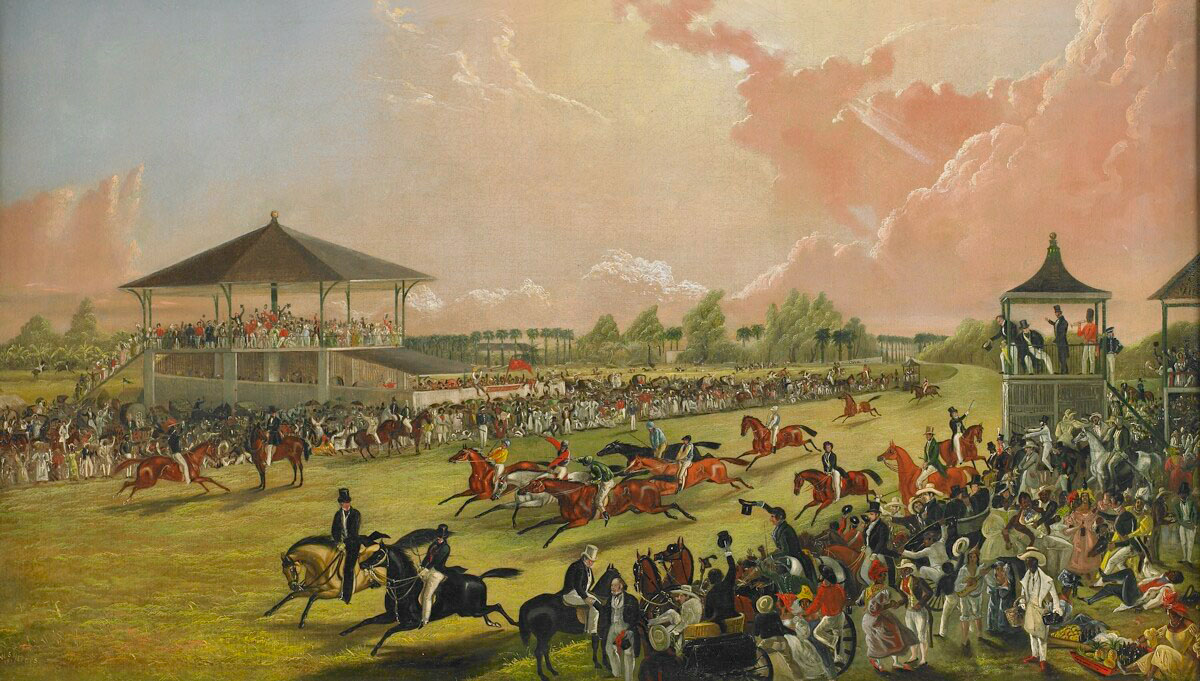
Jižanská plantážnická aristokracie v Alabamě

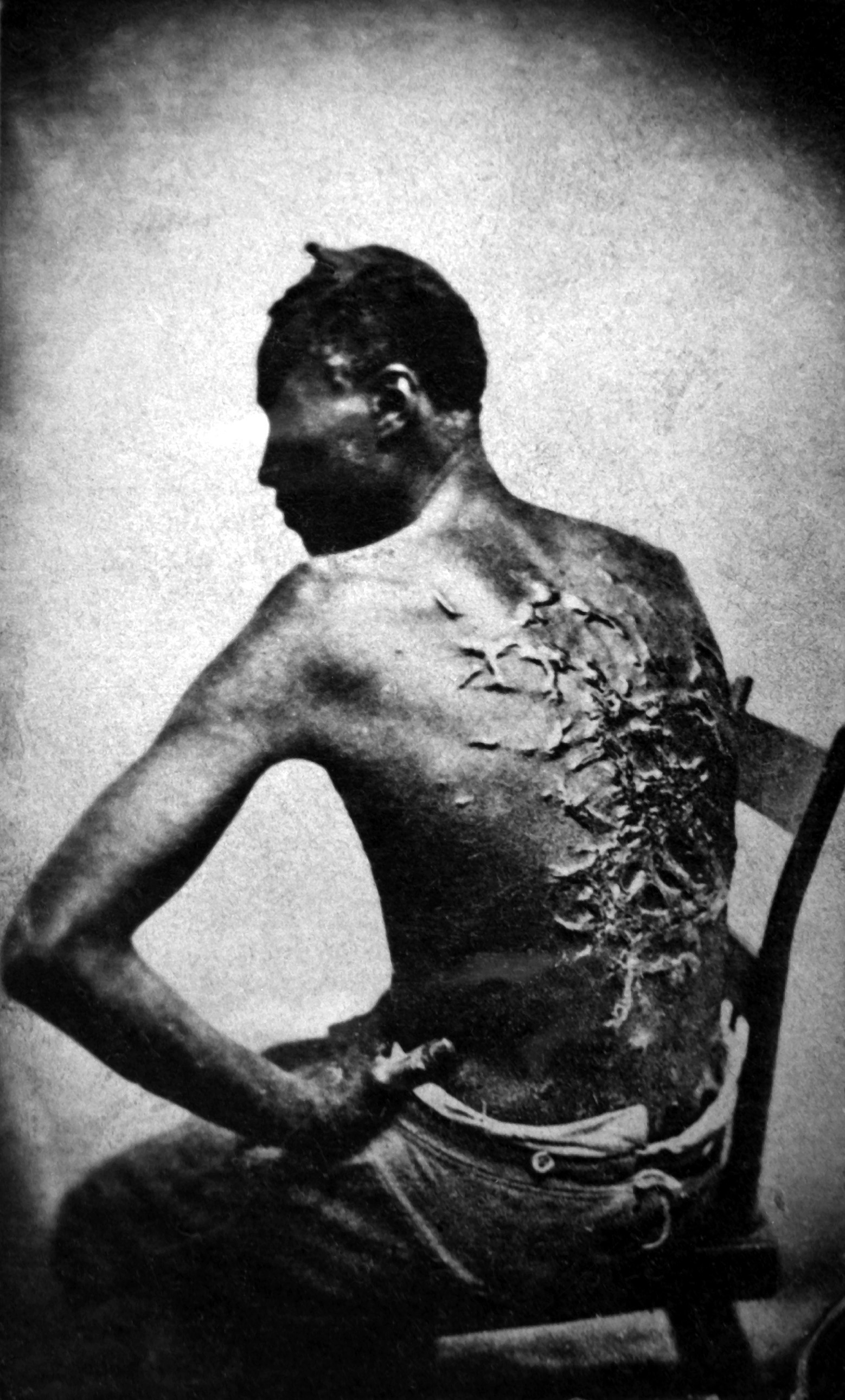
Zbičovaný černoch; vinný dozorce byl propuštěn

Příčinou občanské války byl dlouhodobý odlišně probíhající vývoj Severu a Jihu. Na Jihu si bohatí plantážníci uvědomili, že sotva seženou dostatek bílých lidí, kteří by byli ochotni pracovat v tamním horkém podnebí. Indiáni se ukázali být málo odolní, a tak se možnost využít k práci černochy, zvyklé na horké podnebí, zdála být nejlepší. V 19. století si už žádný Jižan nedokázal představit život bez otroků. Největšími vlastníky otroků byli plantážníci pěstující převážně bavlnu. Ti byli privilegovanou vrstvou jižanského obyvatelstva. Jejich plantáže produkovaly většinu zemědělských výrobků celých USA. V roce 1860 se vyvezlo z USA 57 % sklizně bavlny do zahraničí, převážně do Velké Británie, kde byla po bavlně velká poptávka. Americká bavlna byla nejkvalitnější a díky otrokářskému systému také nejlevnější na trhu. V roce 1860 se nacházely v USA 4 miliony otroků. Ovšem plantážníci a otroci nebyli jedinými obyvateli Jihu. Žila zde i takzvaná střední vrstva, drobní zemědělci pracující na své půdě, někteří z nich vlastnili dva až tři otroky. Další skupinou obyvatel byla tzv. bílá chátra (White trash), což byli nemajetní bílí obyvatelé. Všichni bílí Jižané nevlastnili otroky. Podle sčítání lidu z roku 1860 bylo ve Spojených státech celkem 393 975 majitelů otroků, kteří reprezentovali 8 % amerických rodin. Na Jihu vlastnilo otroky celkem 33 % všech rodin.
Na severu USA se rozvíjel průmysl a rozdílný pohled na otroctví byl nejvýraznějším rysem odlišujícím Unii a pozdější Konfederaci. Na průmyslovém Severu se nacházelo obrovské přírodní bohatství, neustále přicházeli další přistěhovalci z Evropy, dynamicky rostl vnitřní trh, k jehož rozmachu vedlo další dobývání a osídlování Západu. Na Severu se budovaly železniční cesty a v rychlém tempu se rozvíjela oblast bankovnictví. V roce 1850 činila průmyslová produkce Jihu 168 milionů dolarů, zatímco na Severu to bylo 845 milionů dolarů. V roce 1860 se Sever podílel na celkovém ročním produktu USA 92,5 %. Těsně před vypuknutím války byl poměr sil jednoznačný – v ozbrojených silách měl Sever převahu 2:1 a ve výrobě zbraní 30:1. Vše tedy nasvědčovalo tomu, že v ozbrojeném konfliktu rychle a jednoznačně zvítězí Sever. Jižané však měli výhodu v tom, že v jejich řadách panovalo nadšení pro válku, což se o Severu říct nedalo. Diplomaté Jihu navíc spoléhali na to, že se do konfliktu zapojí i Velká Británie a Francie, které Jihu pomohou, a společnými silami pak zničí Sever USA, který byl pro tyto dvě evropské mocnosti nebezpečným hospodářským konkurentem. Další rozpory vznikly kvůli clům vůči Britům. Jih chtěl cla co nejmenší, naproti tomu průmyslníci, obchodníci a bankéři ze Severu usilovali o pevnou měnu a celní ochranu. I přes společenské rozdíly převládaly dlouho snahy o kompromisní řešení.

### Missourský kompromis a kansaská občanská válka
V roce 1818 měla být do Unie přijata Missouri, což by způsobilo převahu otrokářských států v Senátu. Situaci řešil missourský kompromis z 20. března 1820, na jehož základě byl spolu s Missouri přijat i svobodný stát Maine a byla stanovena hranice 36°30' severní šířky, za kterou se nesmělo otrokářství šířit. Tento kompromis zrušil dne 30. května 1854 zákon o Kansasu a Nebrasce, podle něhož se občané těchto teritorií měli sami rozhodnout, zda v nich bude povoleno otroctví, což vyvolalo kritiku z obou stran. To, že do Kansasu přicházeli jak odpůrci otrokářství, tak jeho zastánci, vedlo následně k občanské válce v Kansasu (1855–1858), kterou ukončil až zásah federálních vojsk. „Krvácející Kansas“ značně přispěl k vyhrocení situace mezi Severem a Jihem a stal se hlavní příčinou pozdějších událostí.

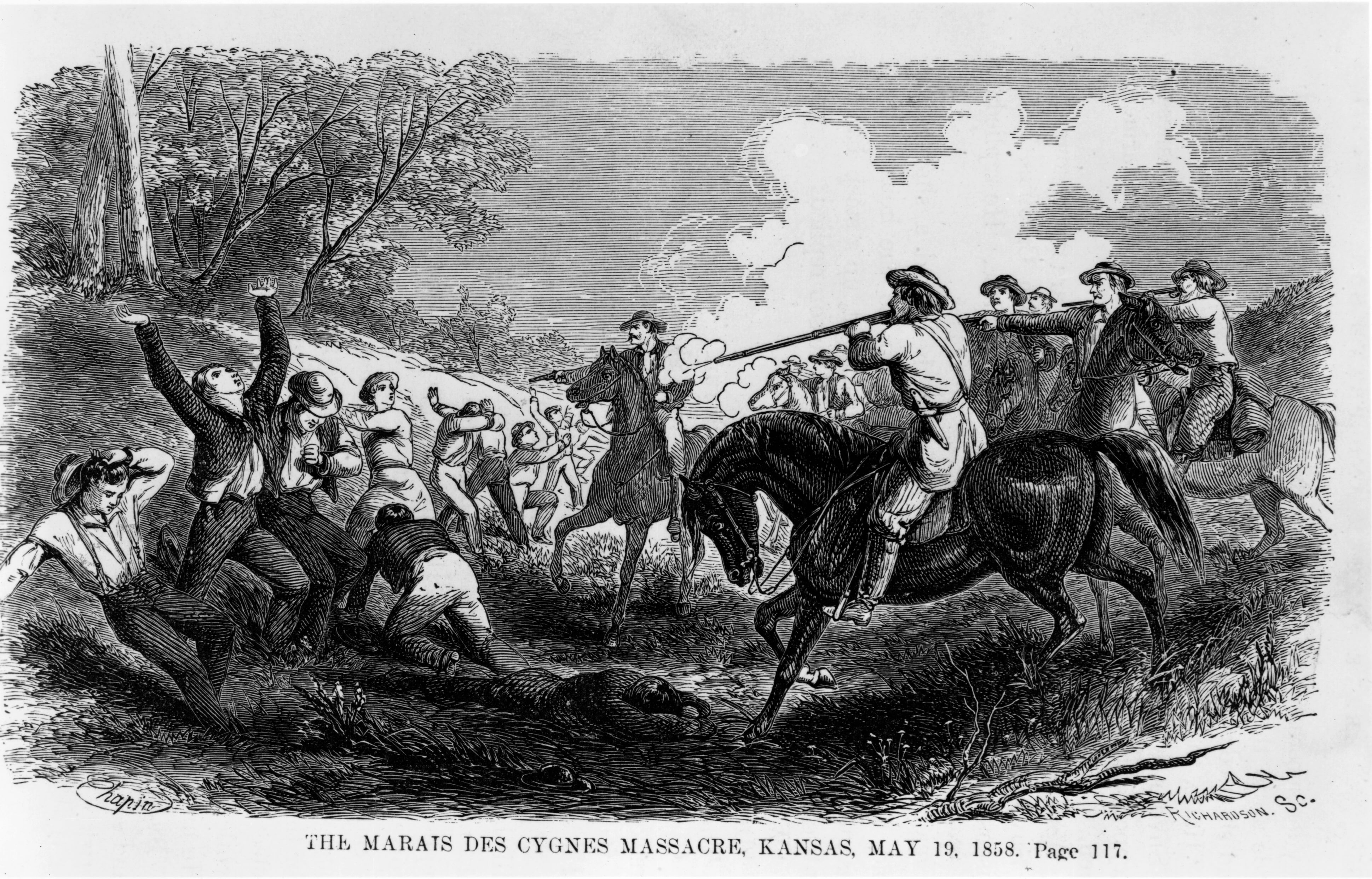
Násilí v Kansasu mezi stoupenci a odpůrci otroctví

Spory v Kansasu rozdělily politické strany Unie. Proti vládnoucí Demokratické straně, hájící zájmy jižanských plantážníků a lidí spojených s obchodováním s bavlnou, byla založena roku 1854 Republikánská strana USA, která hájila zájmy farmářů, dělníků a průmyslníků ze Severu. Zásadně se stavěla proti otroctví. V boji proti otroctví vznikly dva proudy. Abolicionisté byli pro úplné zrušení otroctví, pomáhali otrokům v útěku do Kanady a měli značný vliv na veřejné mínění. Naproti tomu již zmiňovaná Republikánská strana byla z pragmatických důvodů jen pro zamezení šíření otroctví do nových států.

### Povstání Johna Browna
V říjnu 1859 došlo k povstání Johna Browna, při kterém s několika muži obsadil skladiště zbraní v Harpers Ferry ve Virginii. Chtěl vyzbrojit uprchlé otroky a vyvolat povstání proti jižanským otrokářům. Toto povstání bylo potlačeno oddíly Virginie a Marylandu a abolicionista John Brown byl popraven. Jednalo se o jediné povstání na Jihu.

### Zvolení Abrahama Lincolna

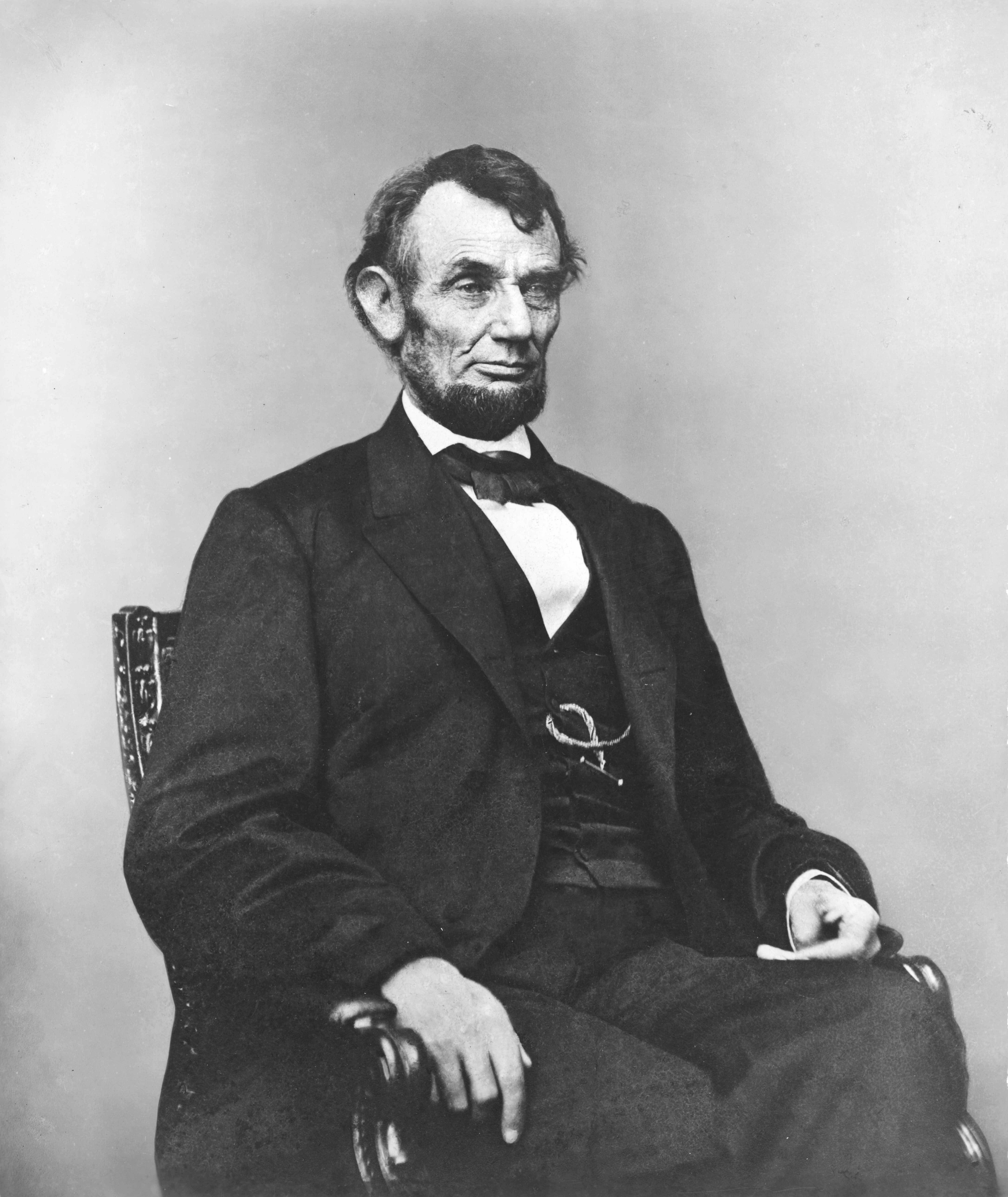
Abraham Lincoln, 16. prezident USA (1861–1865)

V roce 1860 zvítězil v prezidentských volbách Abraham Lincoln, kandidát Republikánské strany, která byla proti otrokářství a věřila si, že vliv jižanských států zastaví. Lincoln neplánoval zrušit otroctví tam, kde již bylo, měl především zájem na zachování jednoty Unie. Přes tyto Lincolnovy proklamace zareagovala Jižní Karolína na jeho zvolení tím, že se 20. prosince rozhodla z Unie vystoupit. Následovaly ji Mississippi, Florida, Alabama, Georgie, Louisiana a Texas. Vznikly tak Konfederované státy americké s vlastní ústavou, jejichž prezidentem byl zvolen Jefferson Davis. Hlavním městem Konfederace se stalo město Montgomery ve státě Alabama, později pak Richmond ve Virginii.
Naděje na smírné řešení ukončil útok jižanských jednotek na federální pevnost Fort Sumter u Charlestonu 12. dubna 1861. Za oficiální začátek války je pokládán 15. duben 1861, kdy Lincoln povolal do boje 75 000 dobrovolníků (přihlásilo se jich 500 000). 19. dubna 1861 vyhlásil blokádu jižanských přístavů. Ke Konfederaci se následně přidaly další čtyři státy: Virginie, Arkansas, Tennessee a Severní Karolína. V Unii však nadále zůstávaly otrokářské státy Maryland, Kentucky, Delaware a Missouri. Na začátku války to vypadalo, že navrch má Jih. Přestože Sever byl průmyslově rozvinutější a měl k dispozici větší kapitál, suroviny i zbraně, nedostávalo se mu zkušených vojevůdců, protože většina důstojníků pocházela z Jihu a odešla do konfederačního tábora. Navíc Sever musel útočit, Jihu stačilo bránit se.

## Průběh občanské války

### Důstojníci z Evropy
Většina důstojníků armády USA vstoupila na počátku konfliktu do služeb Konfederace, což se v armádě Unie projevilo nedostatkem kvalitních velitelů. Agenti Unie se proto snažili naverbovat důstojníky v Evropě. V Rakousku tak Unie získala do svých služeb hraběte Gustava Alba, v Německu 57 vyšších důstojníků v čele s baronem Ottou von Steubenem,[zdroj⁠?!] ve Švédsku Charlese J. Stolbranda nebo Ludwiga von Holstein, v Itálii Luigiho Palmu de Cesnolu, v Rusku Ivana Vasiljeviče Turchaninova. Další důstojníci byli naverbováni ve Velké Británii a Francii. Unie stála také o Giuseppa Garibaldiho, ale ten nabídku odmítl. V důstojnickém sboru armády Unie sloužila rovněž celá řada emigrantů, kteří museli opustit Evropu po revolučním roce 1848, např.Sándor Asbóth, Frederick Knefler, George Pomutz, Lajos Vöneki, Gustav Waagner.

### Prvotní úspěchy Konfederace

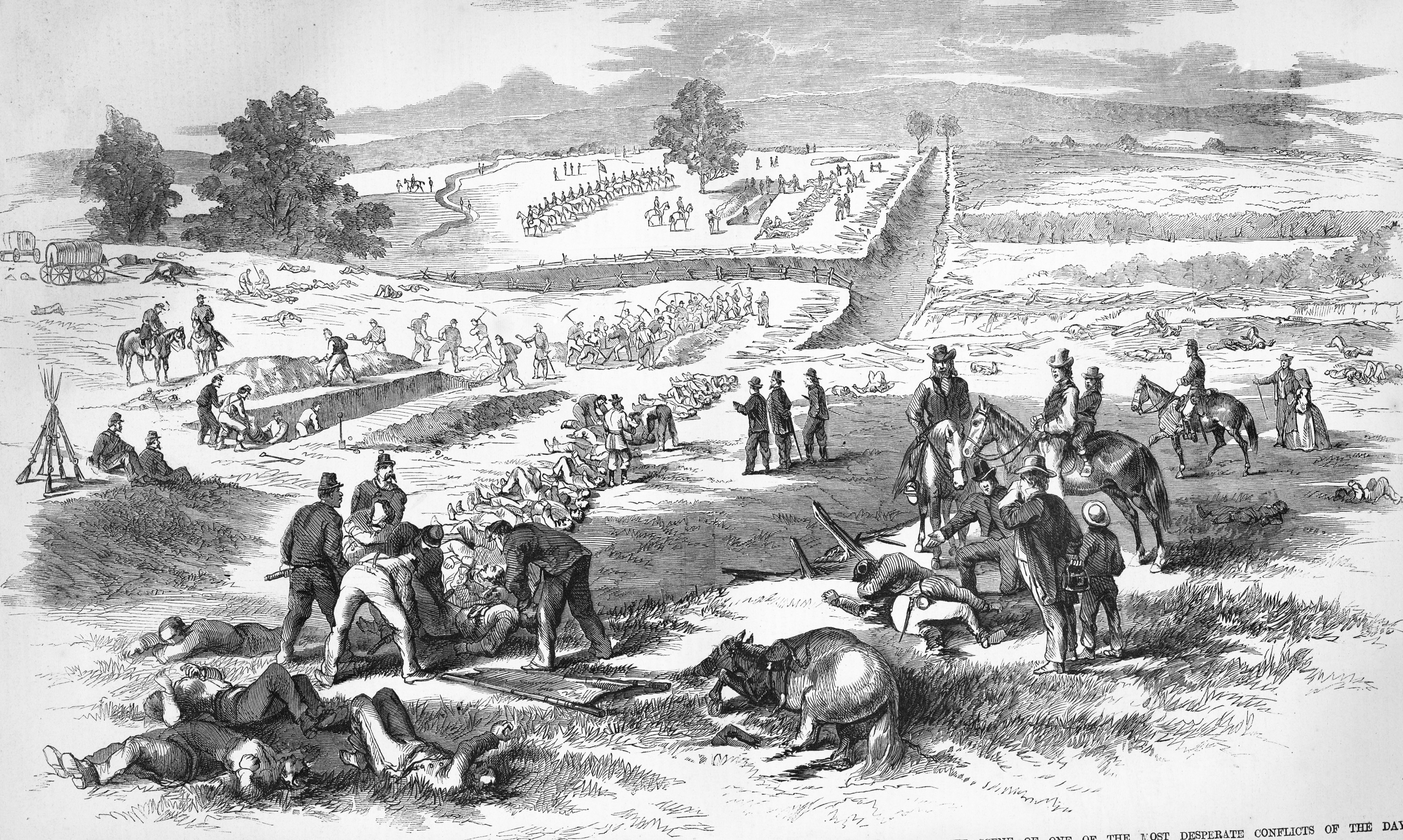
Pohřbívání padlých vojáků po bitvě u Antietamu, 18. října 1862.

Zpočátku docházelo pouze k menším ozbrojeným střetům. První velká bitva byla svedena 21. července 1861 u Bull Runu (též Manassas). Skončila nerozhodně, ale armáda Unie se dala při ústupu na útěk i s početným davem civilistů, který bitvě přihlížel. Postupně bylo zřejmé, že půjde o delší konflikt, než obě strany očekávaly. V dubnu 1862 zavedla Konfederace povinné odvody do armády, v roce 1863 je zavedla i Unie. Počáteční porážky Unie byly zapříčiněny velice malými zkušenostmi vojáků v boji. Rebelové (Konfederace) měli naopak zkušeností dostatek a byli vedeni dobrými generály (Jackson, Lee atd.), na Unii to ale nestačilo.

### Únos vlaku
Dne 12. dubna 1862 se odehrála jedna z epizod občanské války, známá jako velká lokomotivní honička. Seveřan James J. Andrews s dobrovolníky z armády unesli jižanský vlak směřující z Atlanty do Chattanoogy. Únos se však nezdařil, lokomotivě došlo palivo, únosci se rozprchli, ale byli polapeni a část z nich, včetně Andrewse, byla popravena.

### Námořní akce

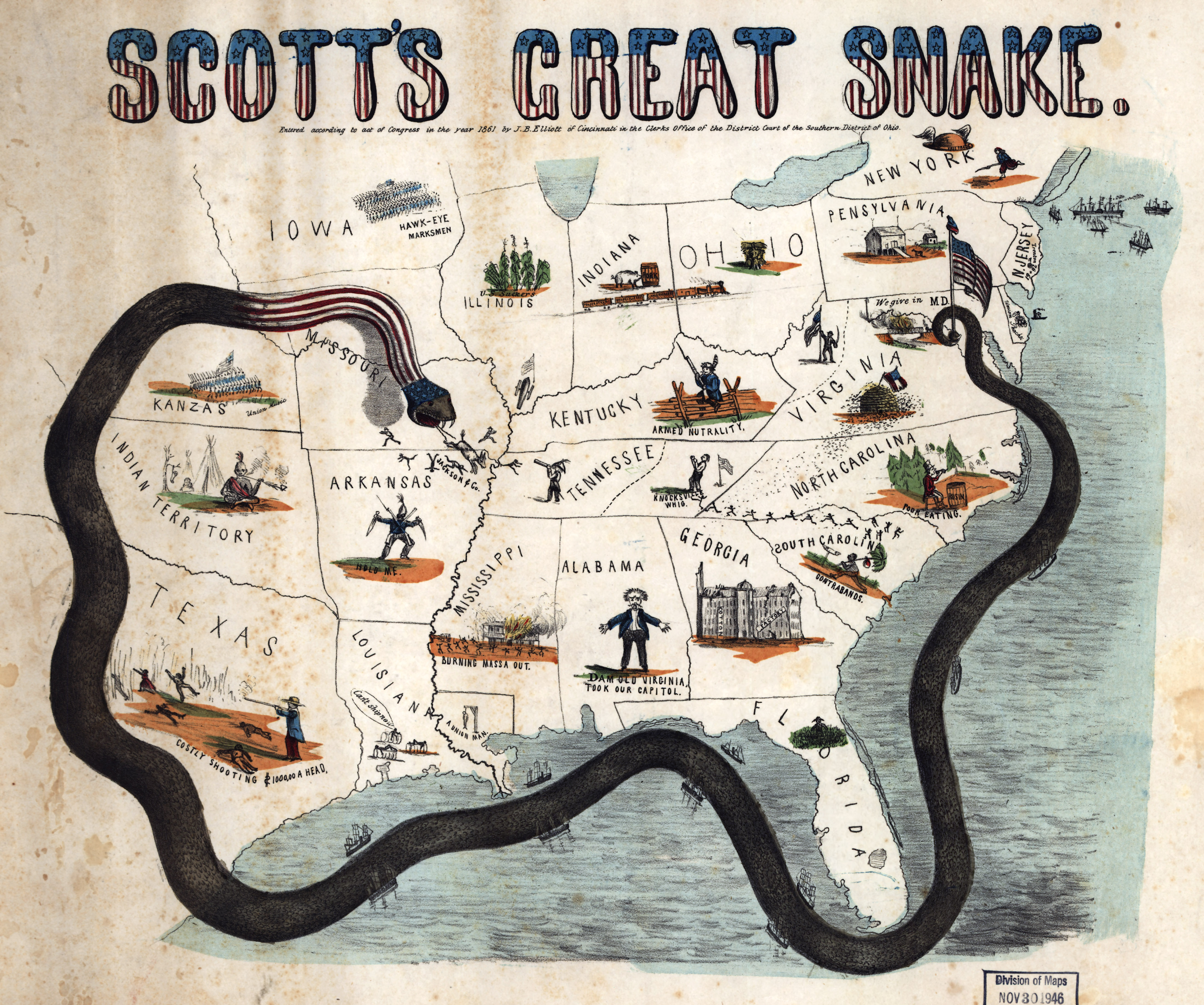
Anaconda Plan generála Scotta z roku 1861 na blokádu Jihu.

Výhodou Unie bylo silnější námořnictvo, rekrutované zejména z Nové Anglie, které mělo v Atlantiku výraznou převahu. Několikrát se podílelo na přepravě jednotek do týla nepřítele a uzavřelo jižní státy do námořní blokády, podstatnější úspěch ovšem nezaznamenalo.
9. března 1862 došlo v zátoce Chesapeake k námořní bitvě pancéřovaných lodí Konfederace CSS Virginia (známé též jako Merrimac) a Unie – USS Monitor. Virginie zničila tři lodě, ale když se na bojišti objevilo menší plavidlo Monitor, byla po dlouhém boji nucena ustoupit. Zanedlouho byla při ústupu vojáky Konfederace zapálena a zničena v kotvišti loď Norfolk, aby nepadla do rukou jednotkám Unie.
17. února 1864 potopila ponorka Konfederace Hunley (první úspěšný ponorkový útok v historii) nepřátelskou válečnou loď USS Housatonic, když se chystala prorazit námořní blokádu Charlestownu (dnešní Charleston v Jižní Karolíně). Akci provedla v pozdních nočních hodinách. Výbušninu upevněnou na ráhně ponorka zabodla do trupu lodi. Při couvání lano spustilo explozi. Bitevní loď Housatonic se potopila během 5 minut, zemřelo 5 členů posádky lodi. Ponorka však byla též poškozena a krátce poté se při návratu k pobřeží potopila – nepřežil žádný z osmi členů její posádky.
Na západním bojišti se dlouho bojovalo o tok Mississippi jako o důležitou dopravní tepnu. Ačkoli ze severu postupovala silná říční flotila a z jihu námořní lodě, provoz lodí Unie na Mississippi nebyl až do posledního roku války možný, protože trasu ohrožovala střelba děl z konfederačních pevností.

### Zrušení otroctví v Unii

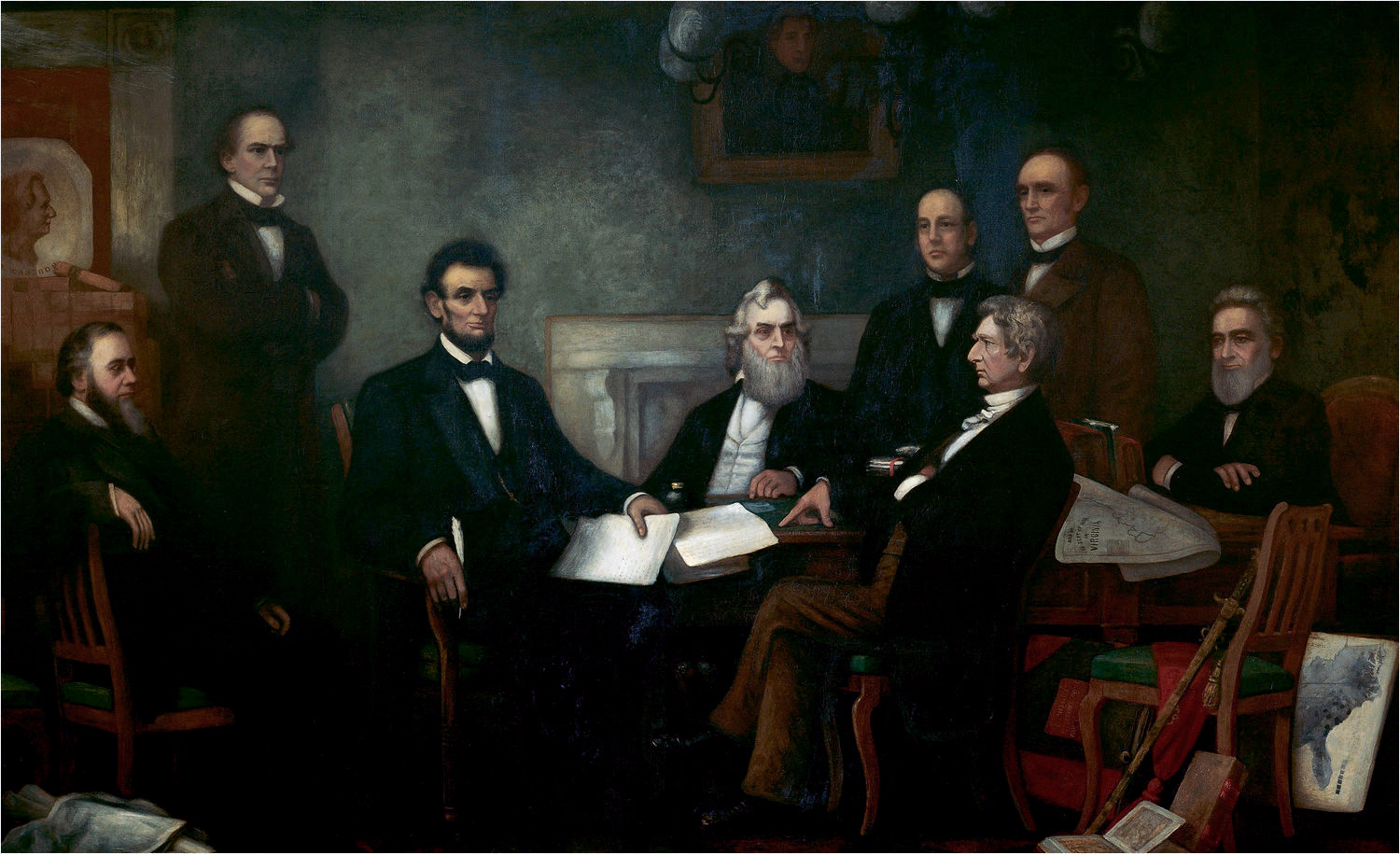
Lincoln čte před členy své vlády Proklamaci o zrušení otroctví.

6. dubna 1862 dosáhla vojska Unie vítězství pod vedením generála Ulyssese S. Granta v bitvě u Shilohu, počet padlých na obou stranách činil 25 000.
Po vítězné bitvě u Antietamu Abraham Lincoln 22. září 1862 předběžně vyhlásil, že od 1. ledna 1863 jsou všichni otroci na územích Unie svobodní (definitivní osvobození otroků ovšem znamenal až 13. dodatek Ústavy USA z roku 1865). S tímto rozhodnutím se úmyslně vyčkávalo na jakékoliv, byť i menší vítězství, aby se zamaskovala nutnost získat další vojáky, neboť Lincoln potřeboval po mnoha porážkách rychle podporu a navíc musel zabránit vstupu do války dalším evropským zemím, které odsuzovaly násilné potlačování svobody Konfederace. Od roku 1863 začaly na území Unie vznikat první oddíly černošských dobrovolníků, které posléze výrazně pomohly v bitvách proti Konfederaci. Toto prohlášení částečně eliminovalo hrozbu, že by Francie, Španělsko a Velká Británie pomohly Konfederaci, protože by to znamenalo, že otevřeně podporují otroctví.

### Unie v krizi

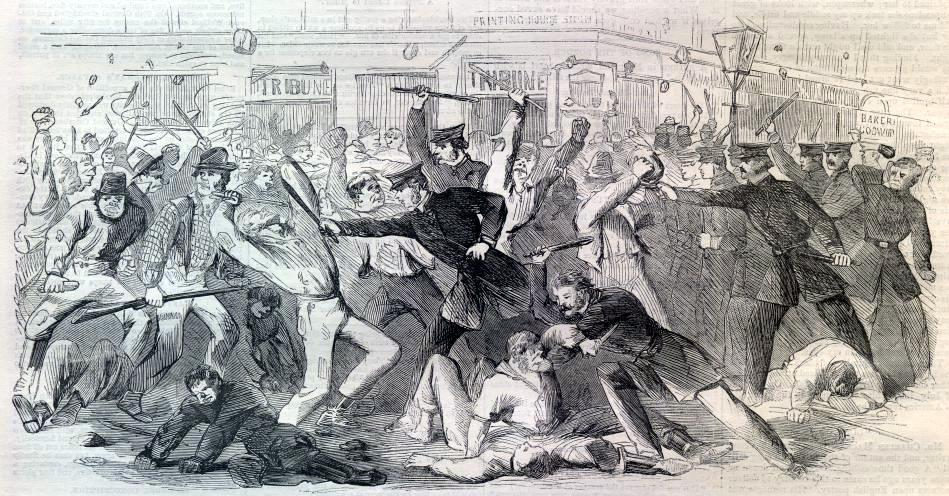
Nepokoje v New Yorku proti povinným odvodům do armády.

Koncem roku 1862 sílily v Unii poraženecké nálady. Odpor vůči válce a celková skepse z dosavadního vývoje dosáhly takové míry, že prezident Lincoln musel dočasně omezit některá demokratická práva občanů a zavést jistý druh výjimečného stavu. Pozastavil platnost práva habeas corpus a vydal příkazy, že povstalci a všichni ti, kteří páchají trestné činy proti Spojeným státům, budou postaveni před vojenský tribunál. Opoziční poslanci Demokratické strany označili tato opatření za diktátorská. Jedním z nejhlasitějších kritiků těchto Lincolnových opatření byl politik Clement Laure Vallandigham, který byl za své výroky zatčen a odsouzen na dva roky do vězení. Na Lincolnův pokyn byl nakonec vyhoštěn do státu Tennessee. 3. března 1863 byla ve státech Unie zavedena povinná vojenská služba, což způsobilo další napětí ve společnosti, stejně jako to, že bohatí občané se mohli z vojenské povinnosti vykoupit a poslat za sebe náhradníky. Ve velkých městech došlo k násilným nepokojům. Ve dnech 13. až 16. července 1863 vyvrcholila nespokojenost některých občanů (převážně irských přistěhovalců) v New Yorku, Lincoln byl nucen vyslat proti násilníkům tři armádní pluky a jeden pluk milice. Zásah vojska si vyžádal 100 zabitých a 300 zraněných civilistů.

### Pomoc Ruska
V roce 1863 došlo k diplomatickému sblížení Unie s Ruskem. Předcházelo mu zostření vztahů mezi Ruskem na jedné straně a Velkou Británií a Francií na straně druhé kvůli protiruskému povstání v Polsku. Zatímco Velká Británie a Francie sympatizovaly s Konfederací, Rusové projevili svůj kladný vztah vůči Unii tím, že v létě 1863 vyslali jednu eskadru do New Yorku a druhou do San Francisca. K bojům sice nedošlo, ale pouhá přítomnost ruských válečných lodí ochránila San Francisco před případným útokem ze strany Konfederace.

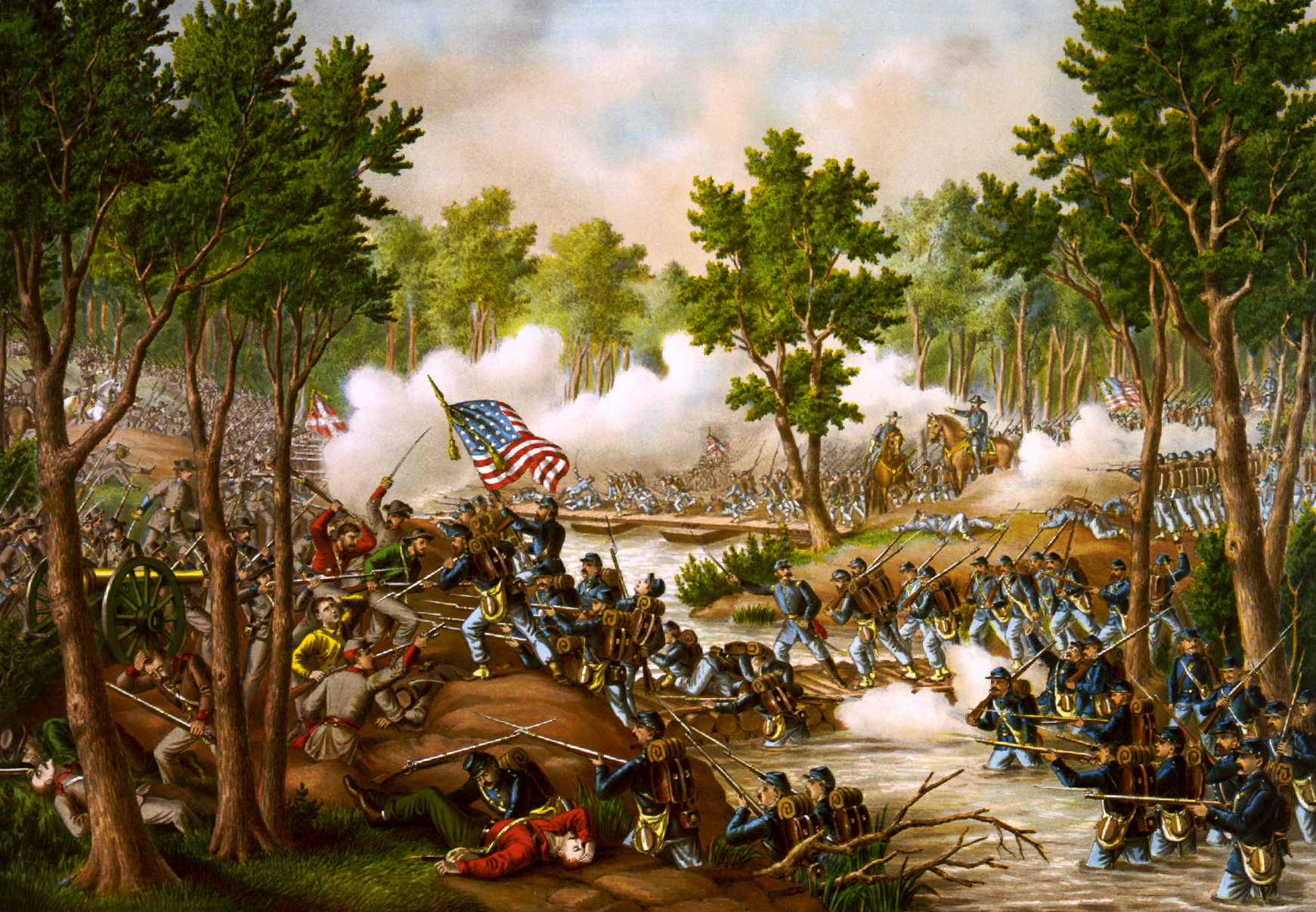
Bitva u Spotsylvanie, květen 1864.

### Zvrat
1.–3. července 1863 došlo k bitvě u Gettysburgu, kde vrchní velitel Konfederace generál Robert Edward Lee utrpěl drtivou porážku a byl nucen se stáhnout. Bitva u Gettysburgu se stala zásadním přelomem ve válce. Prakticky ve stejné době, kdy Unie zvítězila u Gettysburgu, došlo i k pádu dalších opěrných bodů Jižanů – Vicksburgu a Port Hudsonu –, což byly poslední dvě bašty Konfederace na řece Mississippi. V březnu 1864 byl generálporučík Ulysses Simpson Grant jmenován vrchním velitelem všech ozbrojených sil Unie.

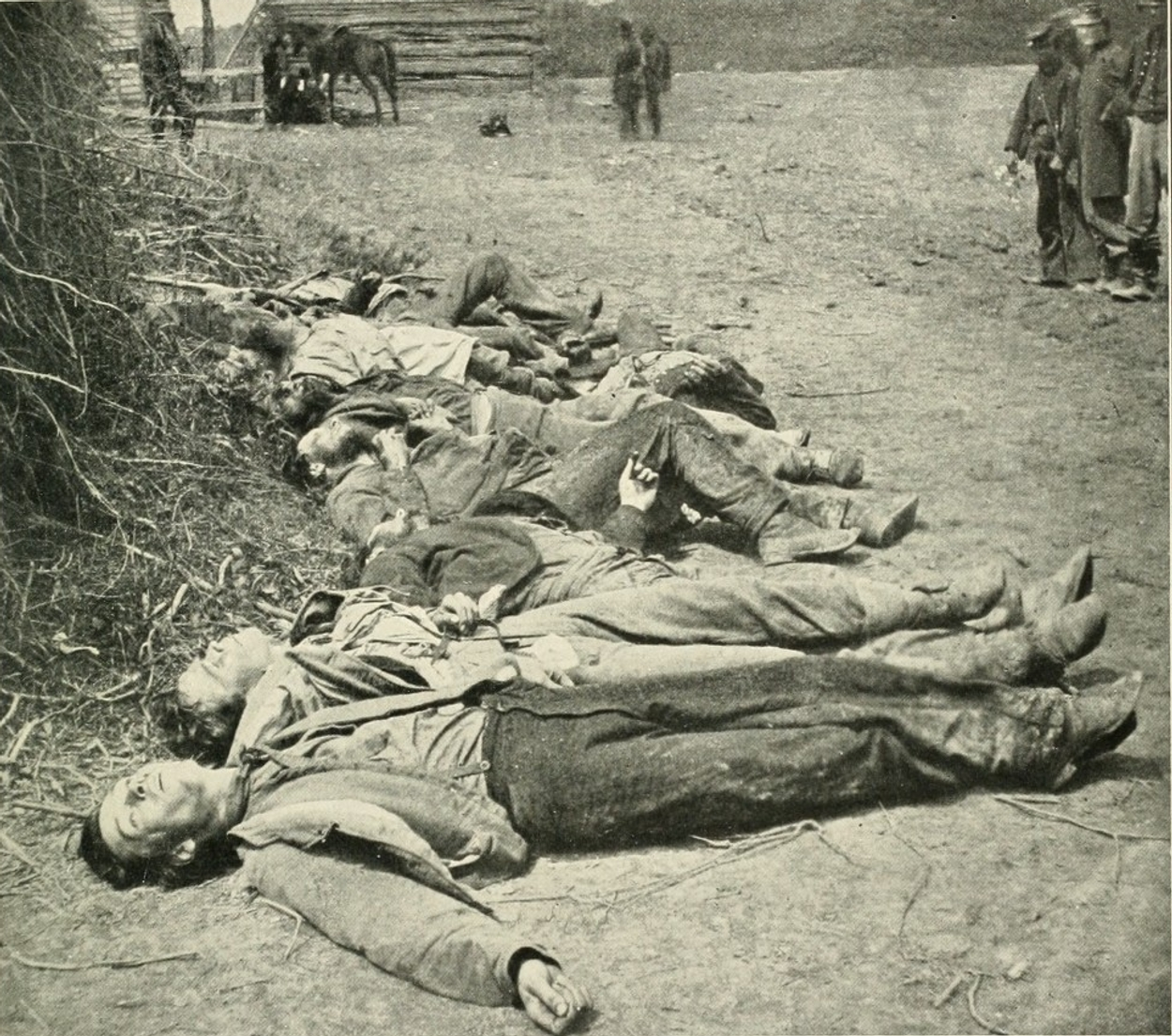
Padlí vojáci Konfederace po bitvě u Spotsylvanie.

V dalším průběhu války si vzal generál Grant na starosti operace na východní frontě, kde byl jeho soupeřem generál Lee, zatímco generál William Tecumseh Sherman se na západní frontě pustil do souboje s armádou generála Josepha E. Johnstona, přičemž vojska Unie měla na obou frontách početní i materiální převahu. Generál Lee se až do listopadu 1864 usilovně snažil dosáhnout zvratu ve prospěch Konfederace a poškodit tak pověst Abrahama Lincolna těsně před prezidentskými volbami. V případě nezvolení Lincolna spoléhali Jižané na to, že boje budou ukončeny s neutrálním výsledkem a na území bývalých USA budou nadále fungovat dva nezávislé státy. Jižanský generál Jubal Anderson Early se tedy dle plánu vydal směrem na Washington, ale jeho útok byl odražen a on se se svou armádou stáhl zpět do Virginie. 19. října 1864 byla armáda generála Earlyho definitivně poražena u říčky Cedar Creek. Za necelé tři týdny po této bitvě se v Unii konaly prezidentské volby, v nichž za Republikánskou stranu kandidoval dosavadní prezident Abraham Lincoln a za Demokratickou stranu generál George B. McClellan. Prezidentem byl 8. listopadu 1864 znovu zvolen Abraham Lincoln.

### Obsazení Atlanty a Savannah

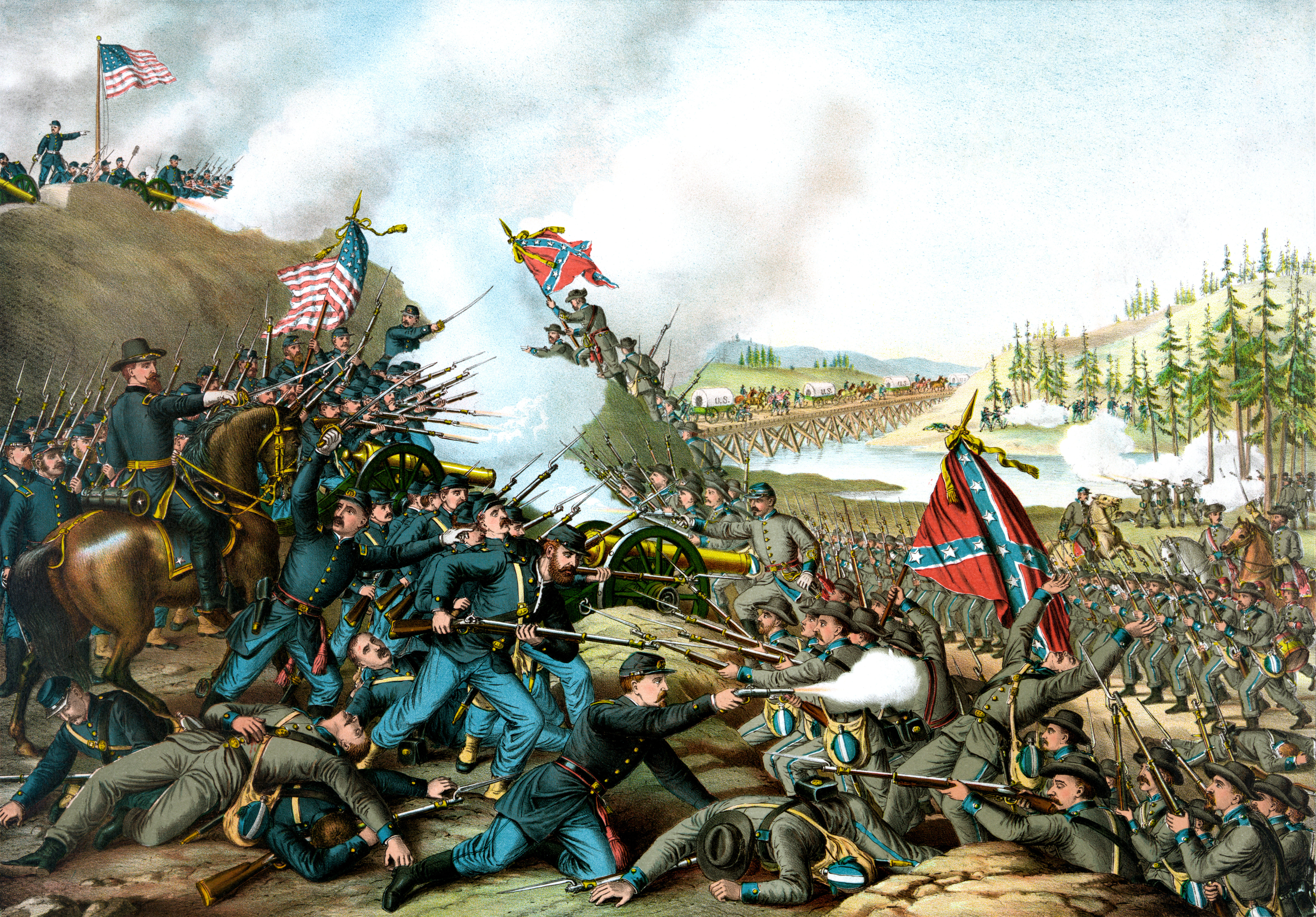
Bitva u Franklinu, 30. listopadu 1864.

Generál Sherman dosáhl na své bojové frontě v průběhu roku 1864 toho, že před jeho vojskem 1. září 1864 kapitulovala Atlanta, což značně posílilo optimismus Severu. Pro Konfederaci to znamenalo ztrátu významného železničního centra. Generál Sherman vydal příkaz k vystěhování všech obyvatel Atlanty a následně nechal toto město 11. listopadu 1864 vypálit do základů. Ušetřeny byly jen nemocnice a kostely. Od Atlanty pak jeho vojsko táhlo Georgií a důsledně ničilo a vypalovalo všechny obce a města, která mu stála v cestě. Těsně před vánočními svátky roku 1864 vstoupily Shermanovy oddíly do města Savannah. Odtud pak postupovaly na sever, kde se připravovalo setkání s Grantovou armádou a konečný útok na armády generála Leea. Během postupu Sherman nadále prosazoval taktiku spálené země, čímž chtěl zničit jižanskou ekonomiku. Touto plánovanou devastací byly kromě Georgie silně poškozeny ještě státy Jižní a Severní Karolína. Ve dnech 27. a 28. března 1865 se v malém přístavu City Point, na říčním plavidle River Queen, konala závěrečná konference vojenských velitelů Unie – sešel se tu generál Grant, generál Sherman, kontradmirál David D. Porter a prezident Lincoln. Programem porady byla koordinace postupu všech ozbrojených složek k brzkému ukončení války. Po tomto setkání zahájil generál Grant tažení, od něhož očekával co nejrychlejší ukončení bojů.

### Konec bojů

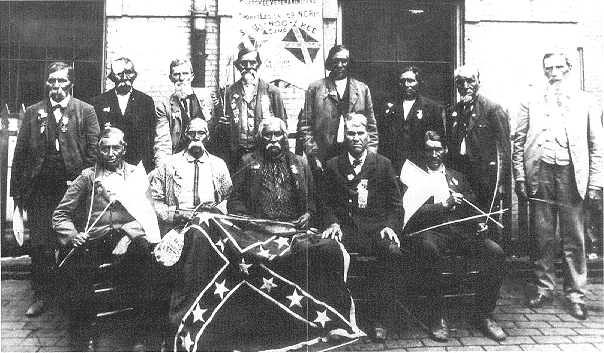
Veteráni Konfederace z řad indiánského kmene Čerokézů.

Závěrečné boje proběhly ve Virginii na řece Appomattox. Dne 9. dubna 1865 se ve zděném domku farmářské rodiny McCleanových u Appomattox Court House sešel generál Ulysses Simpson Grant a poražený generál Robert Edward Lee, aby tu podepsali kapitulační listinu. 12. dubna 1865 Severovirginská armáda generála Leea složila zbraně. O dva dny později, 14. dubna 1865, byl ve Fordově divadle spáchán atentát na prezidenta Abrahama Lincolna, který střelnému poranění o den později podlehl. Vrahem byl bývalý herec John Wilkes Booth, člen spiklenecké skupiny sympatizující s Jihem. Kromě prezidenta Lincolna měli spiklenci v plánu zavraždit také generála Granta, viceprezidenta Andrewa Johnsona a ministra zahraničí Williama H. Sewarda, což se jim nepodařilo, i když ministr Seward unikl zavraždění ve svém domě jen náhodou a byl pouze zraněn. K definitivní kapitulaci všech jižanských vojsk došlo až 26. května 1865, kdy byla v Trans-Mississippi uzavřena dohoda o definitivním ukončení organizovaného vojenského odporu s účinností od 2. června 1865.

### Informování veřejnosti
Válka Severu proti Jihu je historicky prvním konfliktem, kdy byli novináři odděleni od vojska a fungovali čistě jako informátoři veřejnosti. Právě v tuto dobu v podstatě vznikl žánr reportáže a začali se objevovat první váleční korespondenti.

## Konec války a její důsledky
Zavražděním prezidenta Abrahama Lincolna 14. dubna 1865 atentátníci spíše Jihu uškodili, protože jeho rekonstrukce se namísto Lincolna, který by díky svému vlivu dokázal prosadit smířlivý přístup, ujal Andrew Johnson. Tento Lincolnův nástupce ve funkci prezidenta svěřil znovuobnovení Jihu radikálům toužícím po pomstě za válečné útrapy – Scalawagům a Carpetbaggerům (česky taškáři a darebáci). Tzv. rekonstrukce Jihu probíhala v letech 1865–1877. Byla zde vytvořena vojenská správa, ihned bylo vynucováno dodržování 13. a 14. dodatku ústavy USA a do úřadů byli dosazování bývalí otroci, kteří byli z větší části negramotní. Tehdy také vznikla rasistická organizace Ku-klux-klan. Pro rostoucí vlnu odporu tak byla vojenská okupace Jihu nakonec ukončena a správa svěřena místním vládám.
Občanská válka byla vedle Indiánských válek proti domorodým kmenům nejkrvavějším konfliktem na území Severní Ameriky. Odhaduje se, že ve válce zahynulo asi 10 % všech mužů ze Severu ve věku 20–45 let a okolo 30 % všech bílých mužů z Jihu ve věku 18–40 let. Přestože byli černí otroci podle zákona svobodní, neznamenalo to, že se z nich stali plnoprávní občané. Teprve pět let po ukončení války, 12. prosince 1870, byl do americké sněmovny reprezentantů zvolen první Afroameričan v historii USA. Byl jím syn otroků, holič Joseph Rainey.

## Ekonomické dopady občanské války

Američtí vojáci vedení Shermanem uplatňují na Jihu taktiku spálené země.

Občanská válka přinesla oběma znepřáteleným stranám nesmírné hospodářské a ekonomické ztráty, došlo také k dalšímu prohloubení už existujících rozdílů v ekonomikách obou oblastí. Slabší Jih byl válkou zcela zdevastován a poslední ranou pak byla taktika spálené země, kterou při obsazování Jihu nekompromisně prosazoval generál William Tecumseh Sherman. Naproti tomu Sever se během války změnil z agrárně-průmyslové země v zemi s industriálním systémem a jednotným trhem. Průmysl zde zažil obrovský růst díky vládním zakázkám – došlo ke zvýšení výroby železa, zvýšila se těžba uhlí, rostl zbrojní, strojírenský a textilní průmysl. Válečné úsilí vyžadovalo neprodlené zavádění nových vynálezů do výroby a také do zemědělství, kde chyběla pracovní síla. Na farmách v Unii se začaly objevovat zcela nové stroje, jako mlátičky obilí a otočné pluhy. Válka však současně odpuzovala další vlny přistěhovalců a tím Sever přicházel o levnou pracovní sílu. Oběma válčícím stranám odčerpaly boje značný finanční kapitál, došlo k nadměrnému rozšíření papírových peněz, které následně způsobilo inflaci. Ta postihla zejména Jih, kde ke konci války dosahovala neuvěřitelných 9 000 %. Americká občanská válka přinesla velké šance nejen pro celou řadu finančních dobrodruhů, ale i pro skutečně odvážné a schopné podnikatele. Právě v době války vznikaly základy kapitálu mnohých rodinných dynastií, které následně ovládly ekonomiku USA – mezi tyto podnikatele patřili např. Andrew Carnegie, Cornelius Vanderbilt, John Pierpont Morgan nebo John D. Rockefeller.

## Čechoameričané ve válce
Podle oficiální statistiky (oproti realitě byla značně podhodnocená) žilo v roce 1860 ve Spojených státech na 23 000 českých rodáků. Jejich početní nárůst nezastavila ani občanská válka.

### Za Unii

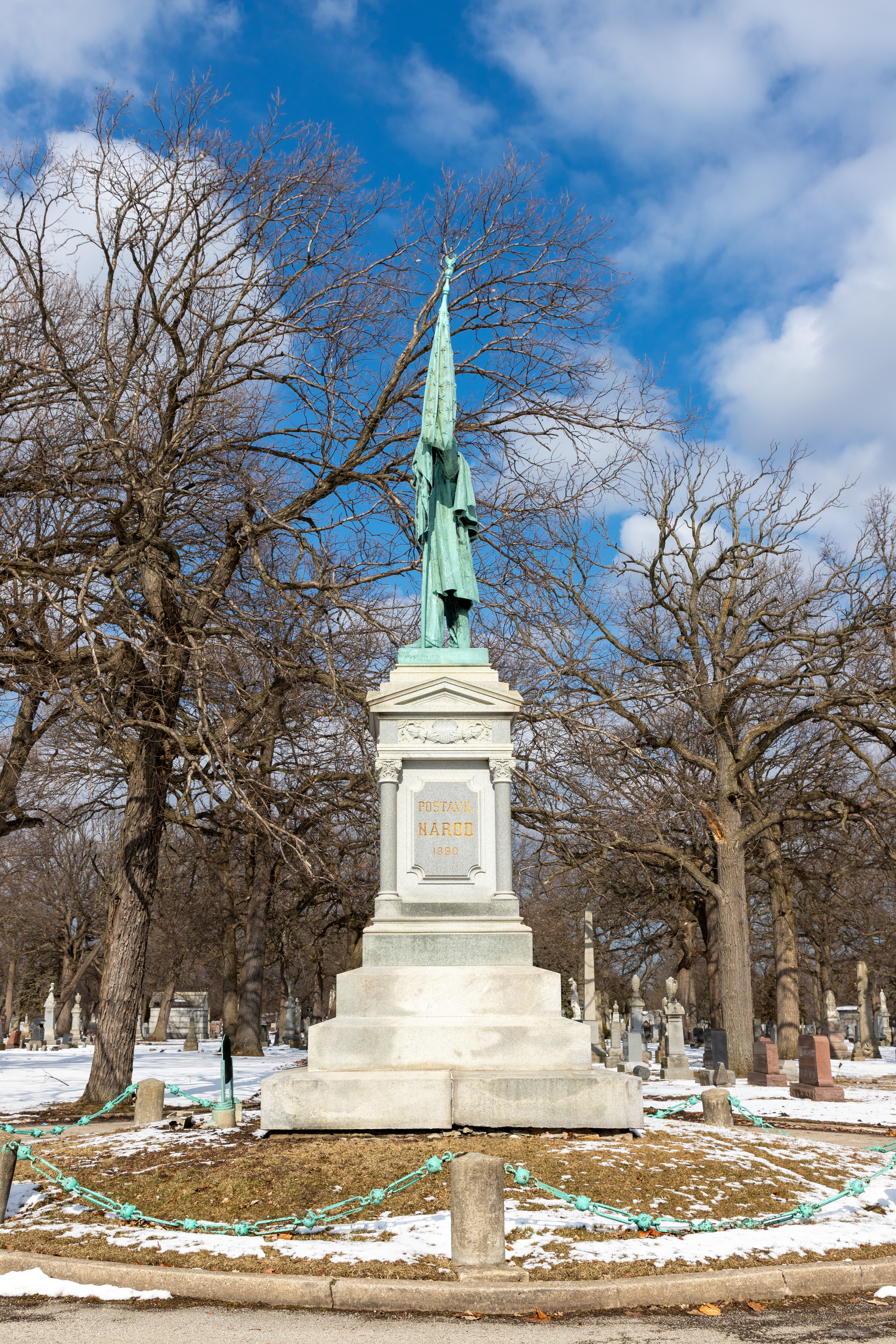
Pomník českých veteránů Americké občanské války v Chicagu

Většina Čechů, kteří přišli do USA před válkou, sloužila později v ozbrojených silách Unie, což vyplývalo z toho, že majorita českých přistěhovalců žila právě v severních státech. Navzdory vysokému počtu Čechů nevznikla žádná ucelená česká jednotka, s jakými se setkáváme třeba u Němců, Irů a dalších etnik. V Chicagu existovala Slovanská setnina, která byla vůbec první jednotkou dobrovolníků vyslanou na frontu. Prezident Lincoln vydal souhlas k tomu, aby se Slovanská setnina z Chicaga přejmenovala na Slovanskou Lincolnovu střeleckou rotu (Lincoln Riflemen of Slavonic Origin), která byla do frontové linie nasazena 21. dubna 1861. Jednotka se však rozpadla už v prvních měsících války.
Češi tak sloužili roztroušení po mnoha jednotkách z řady států. Nejpočetnější skupina (přibližně 36 mužů) bojovala v řadách 26. wisconsinského dobrovolnického pěšího pluku. Další sloužili v 22. iowském pluku, ve 4. missourském pluku aj. Čechoameričané pochopitelně nechyběli u většiny významných bitev – např. v bitvě u Gettysburgu nebo v bitvě u Fredericksburgu. Mnozí dosáhli důstojnických hodností, např. Adolf Chládek, původem z Rokycan, dosáhl u 9. pluku z Wisconsinu hodnosti poručíka. Jindřichohradecký rodák Antonín Pokorný získal hodnost podplukovníka. Gustav Waagner získal hodnost plukovníka.

### Za Konfederaci
Jediným jižanským státem, kde během války žilo větší množství českých přistěhovalců, byl Texas. Jen malé množství texaských Čechů vstoupilo do armády Konfederace z vlastní vůle. Válečné cíle Konfederace byly většině z nich cizí, a tak se u nich setkáváme se snahou vyhýbat se odvodům a s vysokou dezercí. Něco napovídá už skutečnost, že mezi tamními krajany je znám pouze jediný vlastník otroka, obchodník Reimershoffer (koupil si devítileté děvčátko, prý aby v očích podezřívavých amerických sousedů utvrdil svoji loajalitu). Většina Čechů však chovala opačné postoje, například Josef Lidumil Lešikar, přítel Boženy Němcové, dokonce pomáhal otrokům prchat do Kanady.
Někteří texaští krajané zaplatili za odpor ke Konfederaci léty skrývání, útěkem do Mexika a přinejhorším i životem. Jako dobrovolník prošel službou také mladý Augustin Hajdušek, zajímavá postava texaských dějin, později všeobecně známá jako „soudce Hajdušek". Největší skupina texaských Čechů (14 mužů) sloužila ve Waulově legii.

## Odkaz v kultuře
Největší válečná událost na území USA později inspirovala umělce k vytvoření mnoha knih, filmů či písní. Na Floridě se během období války odehrává děj knihy Sever proti Jihu (Nord contre Sud) od Julesa Vernea, kterou napsal v roce 1887. V roce 1895 napsal novinář Stephen Crane román Rudý odznak odvahy (The Red Badge of Courage), který zásadně měnil dosavadní pohled na občanskou válku. Americká novinářka a spisovatelka Margaret Mitchellová v roce 1936 vydala rozsáhlý román Jih proti Severu, za který o rok později obdržela Pulitzerovu cenu. V roce 1939 byl tento román zfilmován a Akademie filmového umění a věd jej ocenila 8 Oscary. Spisovatel Michael Shaara napsal v roce 1974 román Andělé smrti, který pojednává o bitvě u Gettysburgu a obdržel za něj Pulitzerovu cenu. V roce 1993 byl podle románu natočen historický film Gettysburg. 
V roce 1915 se občanská válka objevila už v němém filmu Zrození národa (The Birth of a Nation). Na motivy válečné epizody známé jako Velká lokomotivní honička natočil komik Buster Keaton v roce 1926 grotesku Frigo na mašině (The General). Western Kavaleristé (The Horse Soldiers) natočil John Ford v roce 1959 a vypráví příběh vojáků, kteří chtějí zničit železniční uzel hluboko na území Konfederace. Na pozadí války se odehrává děj italského westernu Hodný, zlý a ošklivý (Il buono, il brutto, il cattivo) z roku 1966. V roce 1971 režisér Clint Eastwood natočil válečné drama Oklamaný (The Beguiled). O Afroameričanech v armádě Unie vypráví oscarový snímek Glory z roku 1989. Příběh vojáka Konfederace je ztvárněn ve filmu Návrat do Cold Mountain (Cold Mountain) z roku 2003. Patnáctidílný seriál Sever a Jih (North and South) z let 1985–1994 popisuje příběh dvou absolventů West Pointu, z nichž jeden pochází ze Severu a druhý z Jihu. Roli prezidenta Abrahama Lincolna ve válce popisuje životopisný film Stevena Spielberga Lincoln z roku 2012.
Válka proměnila vztah Američanů k Vánocům. Původně okrajové, neoficiální a sekulární svátky se staly důležitými rodinnými a vlasteneckými svátky. Karikaturista Thomas Nast vytvořil podobu bodrého Santa Clause.